# دن نورتون
دن نورتون (انگلیسی: Dan Norton؛ زاده ۲۲ مارس ۱۹۸۸) ورزشکار راگبی ۷ نفره اهل بریتانیا است.
وی در مسابقات کشوری و بین‌المللی در مجموع برندهٔ ۱ مدال نقره، ۱ مدال برنز شده‌است.